# Ritual Entertainment
Ritual Entertainment var en datorspelsutvecklare som bland annat utvecklade spelserien Sin. Företagets spel finns publicerade på Steam. Företaget startade 1996 i Texas under namnet Hipnotic Entertainment. På grund av att de flesta utvecklarna slutade på Ritual Entertainment så kunde de bara utveckla en av nio SiN-episoder.

## Spellista
- Blair Witch Volume 3: The Elly Kedward Tale (PC)
- Counter-Strike: Condition Zero (PC)
- Counter-Strike (PC)
- Delta Force: Black Hawk Down: Team Sabre (nedladdningsbart innehåll) (PC)
- Heavy Metal: F.A.K.K.² (PC, Mac)
- Legacy of Kain: Defiance (PC, Xbox, PlayStation 2)
- SiN (PC)
- SiN Episodes: Emergency (PC)
- SiN Gold (PC)
- Star Trek: Elite Force II (PC)
- Quake Mission Pack: Scourge of Armagon (nedladdningsbart innehåll) (PC)